# OMEG-Baureihe He
Die Lokomotiven der Baureihe He der Otavi Minen- und Eisenbahn-Gesellschaft (OMEG) waren Schmalspur-Schlepptenderlokomotiven mit der Achsfolge 2'C1' (Pacific). Kriegsbedingt sind sie nie in Deutsch-Südwestafrika zum Einsatz gekommen.

## Geschichte
Die beiden Lokomotiven mit den Betriebsnummern 31 und 32 waren für Personenzüge vorgesehen. Sie wurden 1914 in Kassel gebaut und über die Woermann-Linie nach Deutsch-Südwestafrika verschifft. Wegen der britischen Blockade der dortigen Küste wurden sie nach Rio de Janeiro im damals noch neutralen Brasilien umgeleitet.
Nach der Kriegserklärung Brasiliens im Oktober 1917 wurden die Lokomotiven vom brasilianischen Staat beschlagnahmt und von der Armee eingesetzt.

## Technik
Die Lokomotiven entsprachen in ihrer Größe und – bis auf die Achsfolge – auch in ihrem Aufbau denen der Baureihe Hd, einschließlich der charakteristischen Stufe im Umlauf und der Klappen, die das Triebwerk vor Sand und Staub schützen sollten. Die Achsen waren in einem Außenrahmen gelagert; die Schleppachse war bei den Hd eine Radialachse. Das Drehgestell hatte ebenfalls einen Außenrahmen. Auffällig war ein zylindrischer Wasseraufbereitungsbehälter, der hinter dem Dampfdom auf dem Kessel angeordnet war.
Die Maschinen hatten einen vierachsigen Schlepptender, der jedoch nicht baugleich mit denen der Reihe Hd war.